# Distrito electoral de South Pine (condado de Brown, Nebraska)
South Pine (en inglés: South Pine Precinct) es un distrito electoral ubicado en el condado de Brown en el estado estadounidense de Nebraska. En el Censo de 2010 tenía una población de 231 habitantes y una densidad poblacional de 0,42 personas por km².

## Geografía
South Pine se encuentra ubicado en las coordenadas 42°20′35″N 99°45′17″O / 42.34306, -99.75472. Según la Oficina del Censo de los Estados Unidos, South Pine tiene una superficie total de 544.77 km², de la cual 544.67 km² corresponden a tierra firme y (0.02%) 0.1 km² es agua.

## Demografía
Según el censo de 2010, había 231 personas residiendo en South Pine. La densidad de población era de 0,42 hab./km². De los 231 habitantes, South Pine estaba compuesto por el 100% blancos, el 0% eran afroamericanos, el 0% eran amerindios, el 0% eran asiáticos, el 0% eran isleños del Pacífico, el 0% eran de otras razas y el 0% pertenecían a dos o más razas. Del total de la población el 0.87% eran hispanos o latinos de cualquier raza.